# Den sårede Filoktet
Den sårede Filoktet er et maleri fra 1775 af Nicolai Abildgaard (1743-1809). Værket er en dramatisk fremstilling af en græsk sagnhelt, Filoktet, som såret i foden og efterladt alene på en ø skriger sin smerte ud.

## Motiv
Maleriet er en fremstilling i helfigur af en ung, nøgen mand, som sammenkrummet i knælende stilling holder om sin højre fod. Han rynker panden, åbner munden i et skrig, hans næse er rød, som om han har grædt, han har tårer i øjnene, og hans lange sorte hår blafrer i vinden. Vegetationen omkring figuren viser, at han befinder sig i naturen, men der er ret mørkt, så man kan tænke sig, at han er i en hule. Figuren knæler på et leopardskind, og til venstre ses en bue og et kogger med pile med brogede fjer. Bag ham står en stenplade med en inskription på græsk, vendt på hovedet.
Figuren befinder sig helt i forgrunden i et fladt billedrum, som afgrænses bagtil af stenpladen og den mørke baggrund. Lyset falder oppefra fra venstre på sceneriet og fremhæver figurens muskuløse ryg og leopardskindets stoflighed. Der opstår en dramatisk kontrast mellem lys og skygge, idet kunstneren ligesom henter figuren ud af mørket. Abildgaards brug af farver er meget utraditionel for den tid: “Hudens toner går imellem en lys gul og en stærk rosa til den mørkt brune farve i skyggerne.” Figuren udfylder rammen fuldstændig, og kompositionen domineres af den stærke diagonal i det højre lår.
Figurens proportioner er mærkelige: forestiller man sig, at manden rejser sig op, er hans overkrop alt for lille i forhold til benene, og hvordan hovedet sidder fast på kroppen, ved man ikke.

## Ikonografi (Persongalleri)
Figuren er Filoktet, en kriger, som deltog i felttoget mod Troja. Historien om Filoktet findes dels i Iliaden, dels bevaret i en tragedie af Sofokles. Filoktet havde efter sin afdøde ven Herakles arvet en bue og nogle pile, som havde den nyttige egenskab, at de altid ramte deres mål. Undervejs til Troja blev Filoktet bidt i foden af en slange, og såret blev inficeret. De øvrige krigere kunne ikke holde stanken fra såret og Filoktets skrig ud, så de efterlod ham på øen Lemnos, hvor Abildgaard skildrer ham i det allerværste øjeblik, alene, med voldsomme smerter og uden håb om frelse. Senere gik det op for Filoktets kolleger, at de ikke kunne indtage Troja uden Filoktets træfsikre våben, så Odysseus måtte tilbage til Lemnos og hente Filoktet. Såret blev kureret af en læge, og Filoktet deltog i erobringen af Troja. Det fortælles, at det var ham, der dræbte prins Paris, og at Filoktet også var en af de krigere, der skjulte sig i den trojanske hest.

## Inskriptionen
Den indhuggede tekst på stenpladen i baggrunden betyder oversat til dansk “Nikolai, Sørens søn, københavneren, lavede (billedet).“

## Værkets tilblivelse
Maleriet blev til i Rom under Abildgaards studieophold i Italien (1772-1777). Studierejsen var finansieret af Det Kongelige Kunstakademi i København, hvor Abildgaard 1767 havde vundet den store guldmedalje og det rejsestipendium, som fulgte med. Den sårede Filoktet blev i maj 1775 sendt hjem til Kunstakademiet for at dokumentere, at Abildgaard arbejdede flittigt og havde udbytte af opholdet 
Et hovedformål med Abildgaards studierejse var ved selvsyn at studere kanoniske kunstværker fra antikken og renæssancen, og her fandt han inspiration til sit værk. En vigtig inspirationskilde til Den sårede Filoktet er Belvedere-torsoen, et fragment af en skulptur af en siddende nøgen mandsfigur, formentlig fra 1ste årh. evt., som Abildgaard kunne se i Vatikanet, hvor den stadig findes. Det er også fra Belvedere-torsoen, inspirationen til den græske inskription kommer. På skulpturens sokkel står på græsk inskriptionen “Apollonios, Nestors søn, Athenæeren, lavede (skulpturen)”.
En anden inspirationskilde er en fresko i Vatikanet af Giulio Romano (ca. 1499-1546), Konstantinslaget, efter 1520. I nederste venstre hjørne sidder en figur i en stilling, som ligner Filoktets.

## Forstudier
I Kobberstiksamlingen på Statens Museum for Kunst findes to blyantstegninger, begge dateret 1774-1775, som betegnes som studie og udkast til værket. 
Det er sandsynligt, at Abildgaard under sit studieophold deltog i tegneøvelser på Det Franske Akademi i Rom. Det var øvelser, som koncentrerede sig om studier af brudstykker af kroppen, fx en fod. Man kan gisne om, at det er noget af grunden til, at Filoktet ikke rigtig virker som en overbevisende helhed, men er lidt underligt sat sammen.

## Reception
Man ved ikke så meget om, hvordan værket blev modtaget på Kunstakademiet eller generelt i i samtidens København. Abildgaards lærer var tilsyneladende tilfreds, og da værket senere blev udstillet offentligt, skrev en kritiker: “Man finder i dette maleri en nervøs tone og en dristig og sikker penselføring.”
I vore dage giver Den sårede Filoktet anledning til vidt forskellige læsninger. Værket er blevet set som et partsindlæg i en samtidig kunstteoretisk debat. På den ene side stod en nyklassicistisk fløj, repræsenteret primært af den tyske kunsthistoriker/-teoretiker Johann Joachim Winckelmann (1717-1768), som forfægtede en opfattelse af den antikke kunst – som til enhver tid burde være forbillede for samtidskunsten – som harmonisk, rolig, behersket. Heroverfor stod et mere moderne kunstsyn, man kan kalde det Sturm und Drang eller tidlig romantik, som gav plads til, at antikkens og samtidens kunst kunne og skulle rumme voldsomme følelsesudtryk. Repræsentanter for dette synspunkt var bl.a. Abildgaards kunstnervenner i Rom, den svenske billedhugger Johan Tobias Sergel (1740-1814) og den schweiziske maler Johann Heinrich Füssli (1741-1825).
I forlængelse heraf er det blevet påpeget, at den voldsomme og uskønne fremstilling af den lidende krop aktualiserer spørgsmålet om, hvorvidt vi som mennesker er i stand til at betragte andres lidelse, hvilket efterlader beskueren med bevidstheden om, at smerte eksisterer i verden, og at vi er magtesløse overfor dette.
Desuden er i værket læst homoerotiske og sadomasochistiske betydninger, bl.a. på grund af figurens appellerende bagdel, idet det anføres, at sådanne betydninger langtfra var ukendte på kunstnerens tid.

## Proveniens
Den sårede Filoktet var i kunstnerens eje indtil hans død i 1809, derefter tilhørte værket hans enke Juliane Marie indtil dennes død 1848. Det blev købt til Den Kongelige Malerisamling 1849 og derfra overført til Statens Museum for Kunst 1896.

## Andre anvendelser
Værket er blevet brugt som forside til en Penguin Classics udgave af Mary Shelley Frankenstein. Måske ikke så overraskende, når man tager i betragtning, at Abildgaards figur ser noget sammenstykket ud.